# Бурак, Никита Вячеславович
Никита Вячеславович Бурак (бел. Мікіта Вячаслававіч Бурак; род. 13 мая 2004, Кобрин, Брестская область) — белорусский футболист, полузащитник брестского «Динамо».

## Карьера
Воспитанник брестского «Динамо», к которому присоединился в 2019 году. В 2021 году футболист перешёл в брестский «Рух», а через сезон присоединился к молодёжной команде солигорского «Шахтёра». В марте 2023 года футболист вернулся в брестское «Динамо», с которым подписал трёхлетний контракт. Дебютировал за клуб 6 мая 2023 года в матче против гродненского «Немана», выйдя на замену на 82 минуте. Первым результативным действием за клуб отличился 29 июля 2023 года в матче Кубка Беларуси против солигорского «Шахтёра», отдав голевую передачу. В матче 26 августа 2023 года футболист отличился первыми результативными действиями в чемпионате против «Слуцка», оформив дубль из результативных передач. Дебютный гол за клуб забил 8 октября 2023 года в матче против «Гомеля». На протяжении сезона футболист был одним из ключевых игроков брестского клуба, отличившись забитым голом и 2 результативными передачами. По итогу сезона футболист вместе с клубом завершил чемпионат на итоговом десятом месте.
Новый сезон за клуб футболист начал 15 марта 2024 года с матча против «Ислочи», выйдя на поле в стартовом составе.

## Международная карьера
В августе 2023 года футболист получил вызов в молодёжную сборную Беларуси на квалификационные матчи молодёжного чемпионата Европы. Дебютировал за сборную 15 ноября 2023 года в товарищеском матче против сборной России.